# 特魯多奧萊尼夫卡
47°51′20″N 35°43′30″E / 47.85556°N 35.72500°E
特魯多奧萊尼夫卡（烏克蘭語：Трудооленівка）是位於烏克蘭東南部的村莊，由扎波羅熱州扎波羅熱区科梅舒瓦哈市镇負責管轄。該村始建於1876年，面積0.51平方公里，海拔高度145米，2001年人口119，人口密度每平方公里231.5人。